# Archanara rosea
Archanara rosea là một loài bướm đêm trong họ Noctuidae.